# Turate
Turate är en ort och kommun i provinsen Como i regionen Lombardiet i Italien. Kommunen hade 9 507 invånare (2018).